# Cucurucho

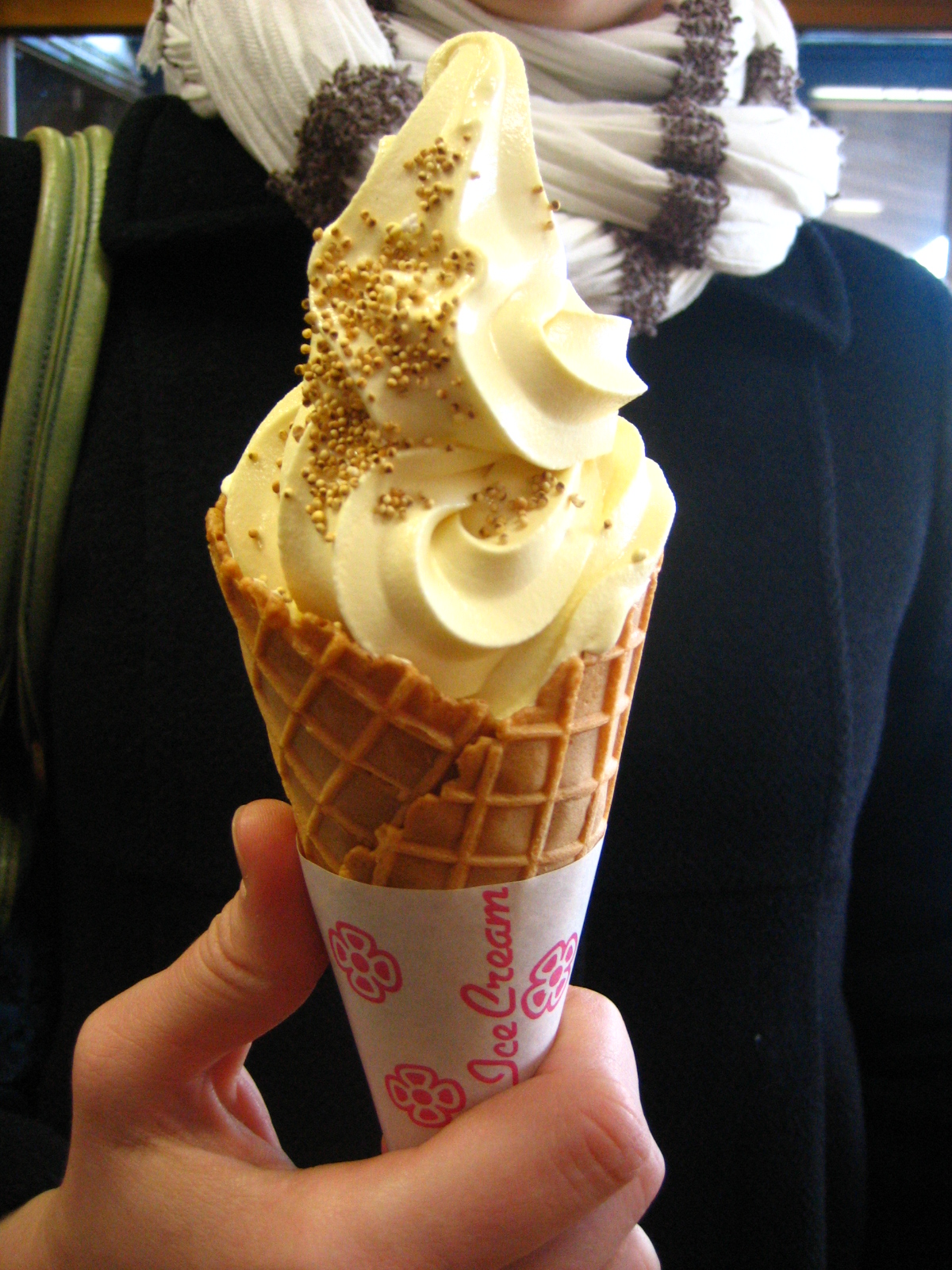
Helado con cucurucho.

Un cucurucho es una lámina de papel, cartón o bien de barquillo (galleta) enrollada formando una figura cónica que alberga dentro de ella diferentes tipos de helados u otros confites.
Se utiliza para envasar cualquier conteniendo en su interior, ordinariamente cosas menudas. Es muy usado para alimentos y empleado para transportar fácilmente el contenido con la mano sujetando por debajo el cucurucho. Comúnmente los cucuruchos de galleta de tipo barquillo contienen los helados y los de papel o cartón caramelos, frutos secos o cualquier otro tipo de alimento.